# El Centenario, San Luis Potosí
El Centenario är en ort i Mexiko.   Den ligger i kommunen Villa de Reyes och delstaten San Luis Potosí, i den centrala delen av landet, 300 km nordväst om huvudstaden Mexico City. El Centenario ligger 1 843 meter över havet och antalet invånare är 539.
Terrängen runt El Centenario är platt åt nordväst, men åt sydost är den kuperad. Runt El Centenario är det ganska glesbefolkat, med 23 invånare per kvadratkilometer. Närmaste större samhälle är Villa de Reyes, 3,4 km norr om El Centenario. Omgivningarna runt El Centenario är i huvudsak ett öppet busklandskap.